# Бурма (Казахстан)
Бурма́ (каз. Бұрма) — село у складі Шетського району Карагандинської області Казахстану. Адміністративний центр Бурминського сільського округу.
Населення — 894 особи (2021; 1218 у 2009, 1241 у 1999, 1118 у 1989).
Національний склад станом на 1989 рік:
- росіяни — 32 %;
- казахи — 20 %.